# Ferrari Enzo
El Ferrari Enzo es un automóvil superdeportivo berlinetta de dos puertas diédricas biplaza, producido por el fabricante italiano Ferrari entre 2002 y 2004. Inicialmente se pensó en una producción limitada de 349 unidades, pero en realidad se construyeron 400.
Su precio base cuando nuevo era de US$652 890 (equivalente a $1 053 182 en 2023), mientras que su precio actual puede llegar a 3 000 000 €.

## Historia

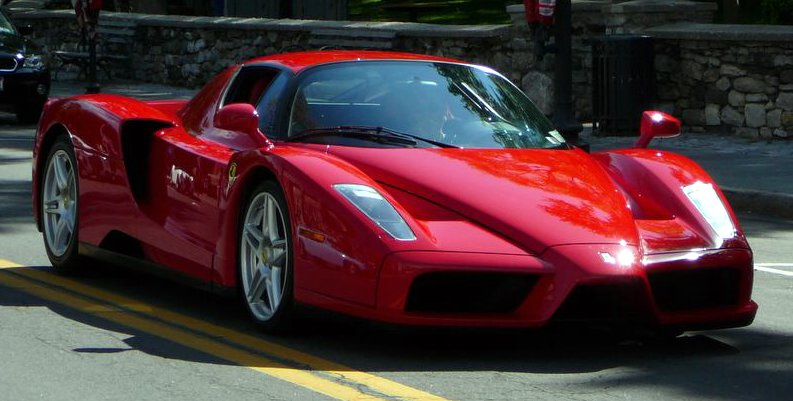
Modelo 2003.

El Enzo es la continuación de la saga de superdeportivos de la firma iniciada en 1984 con el 288 GTO; y continuada por los F40 de 1987 y F50 de 1995.
La base del Enzo fue utilizada para el Maserati MC12, que compite en Sport prototipos. El bloque del motor se ha utilizado también en el Ferrari 599 GTB Fiorano, aunque en disposición delantera y con 40 CV (39 HP; 29 kW) menos. La evolución de este superdeportivo es el Ferrari FXX, el cual no está habilitado para circular por la calle, ya que solamente puede usarse en circuitos, cuya planta motriz fue modificada hasta alcanzar 800 CV (789 HP; 588 kW) de potencia máxima y del cual solamente se construyeron 30 unidades entre 2005 y 2007. Michael Schumacher era propietario de un ejemplar único completamente negro diseñado específicamente para él. En junio de 2013, lo puso a la venta junto a su Ferrari Enzo de calle.
La unidad número 400 fue subastada por la casa Sotheby's el 28 de junio de 2005 para beneficiar a los afectados por el tsunami de 2004, fue subastada por 950 000 €.
En 2004, la revista americana Sports Car International nombró al Enzo como número tres en su lista de "Mejores automóviles deportivos de la década de 2000". La revista americana Motor Trend Classic nombró al Enzo como el número cuatro en su lista de los "diez mejores coches".

## Nomenclatura
Aunque este modelo suele ser denominado como Ferrari Enzo, el nombre real es Enzo Ferrari, en honor al fundador de la marca. Así, el nombre completo del coche es Ferrari Enzo Ferrari.
El primer nombre para este vehículo era FX, de aquí que su "hermano mayor" se llame FXX.
También se le llamaba Ferrari F60, ya que es la continuación del F50.
El grado de exclusividad del modelo fue similar al de su predecesor, ya que si el cliente quería adquirirlo, debía ser por lo menos propietario previamente de otros dos Ferrari comprados directamente a la marca, lo cual demostraba ese grado único de exclusividad.

## Características

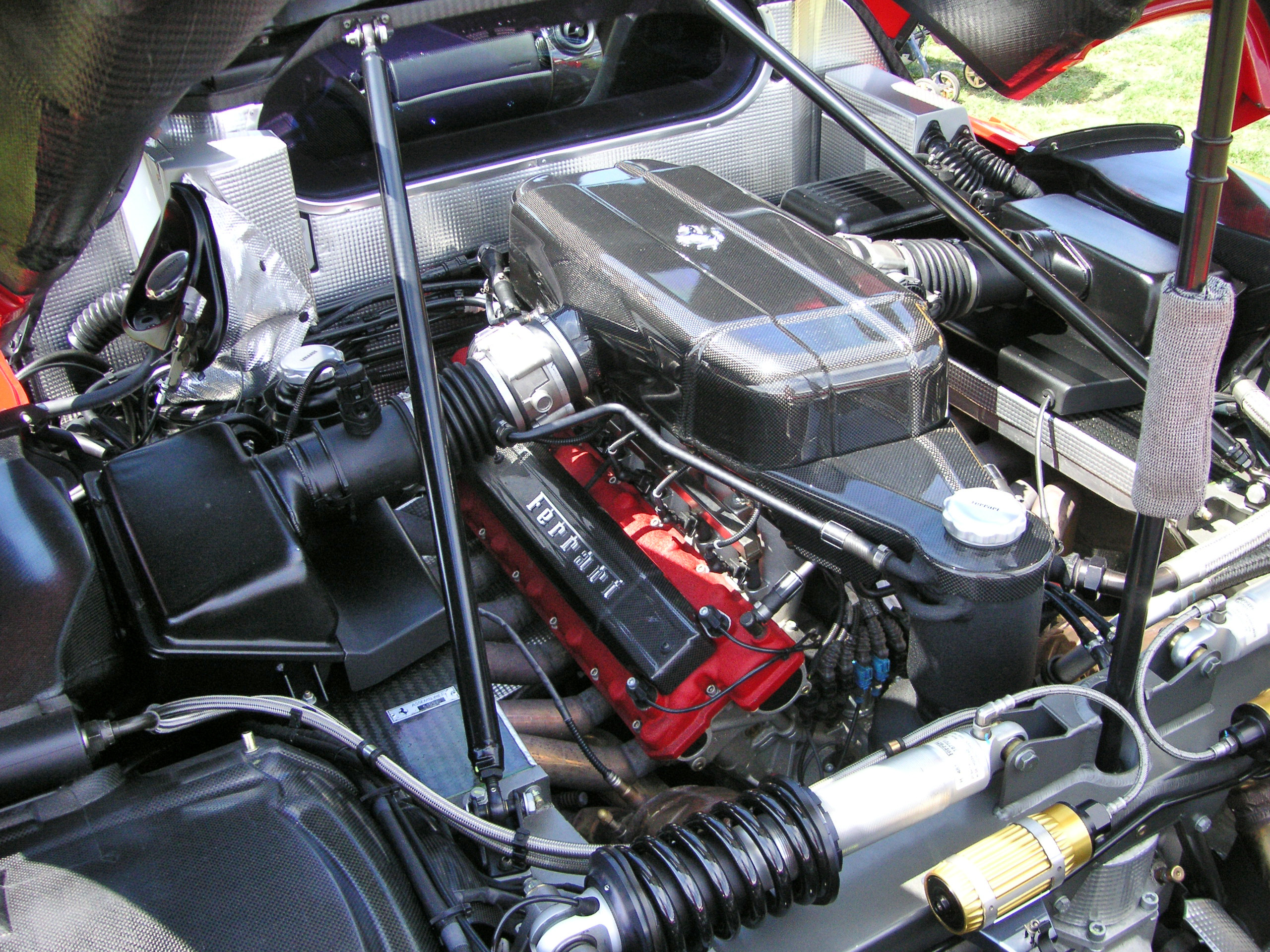
Motor V12 Tipo F140B.

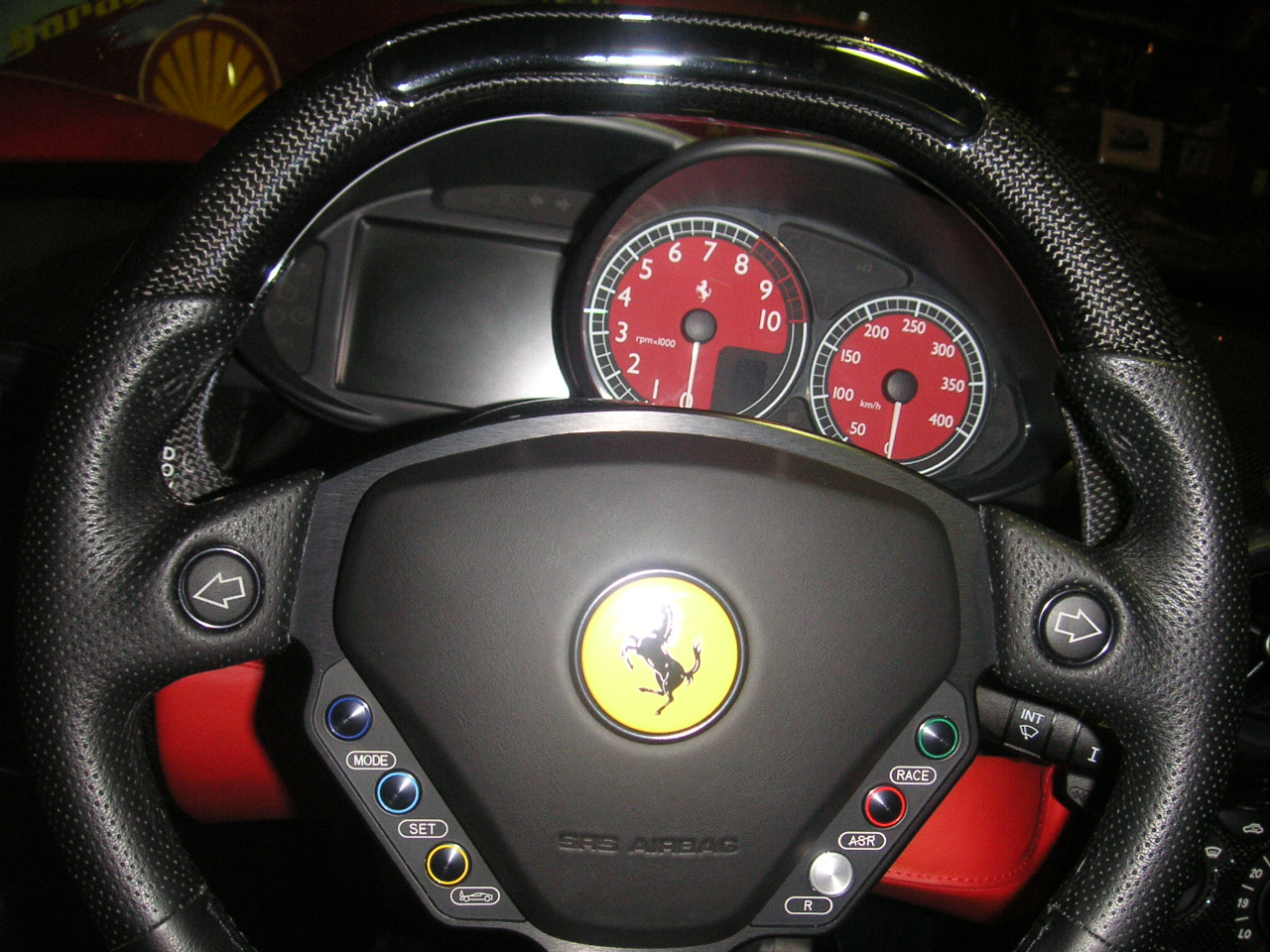
Volante e indicadores en el panel de instrumentos.

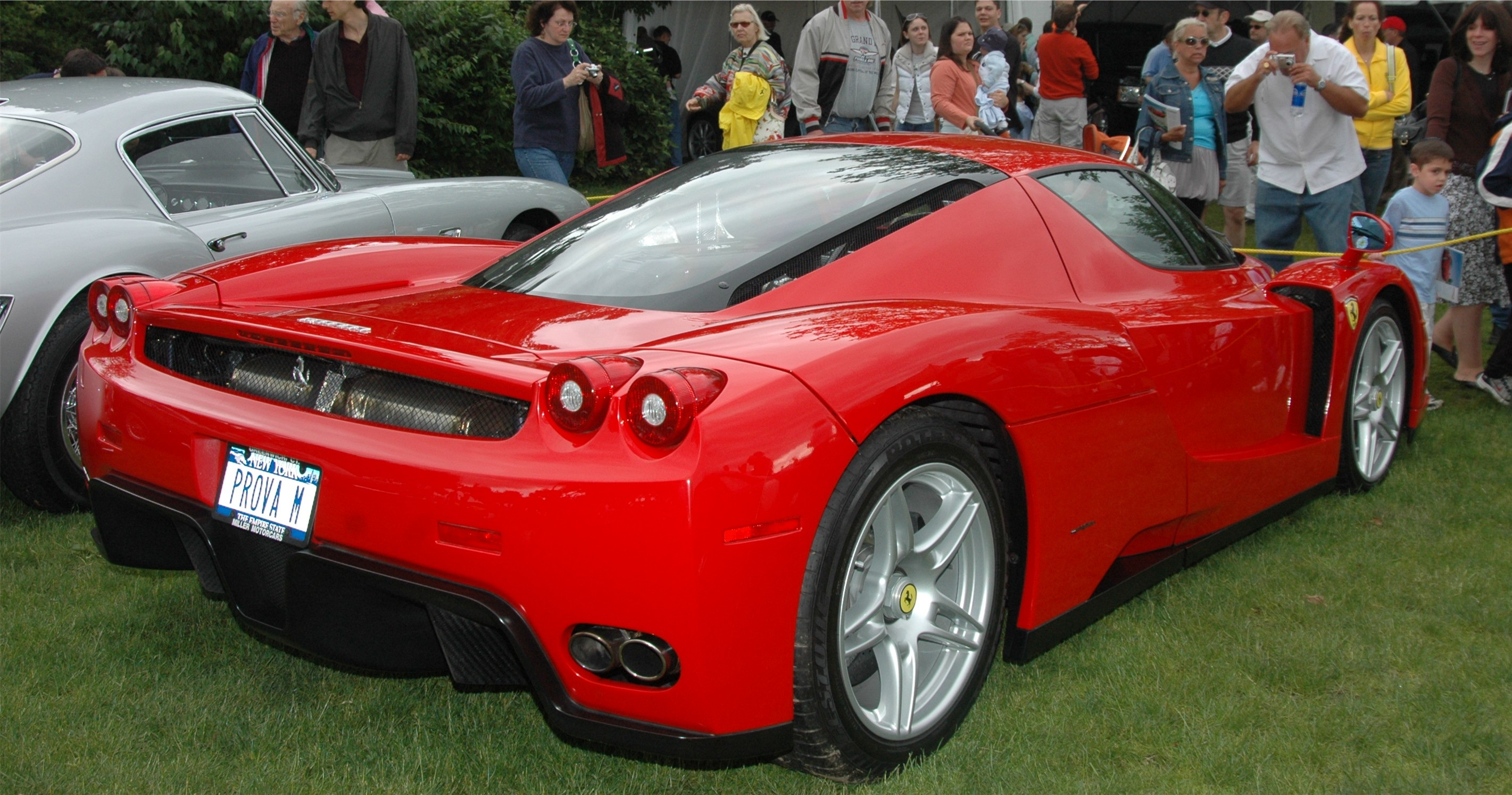
Vista trasera.

Tiene un motor V12 de gasolina central-trasero de 5999 cm³ (6 litros) que desarrolla una potencia máxima de 660 CV (651 HP; 485 kW) a las 7800 rpm, lo que le permite acelerar de 0 a 100 km/h (0 a 62 mph) en 3.14 segundos, hacer el 1/4 de milla (402 m) en 11 segundos y llegar a 1 km (0,62 milla) en 19.6 segundos. Alcanza una velocidad máxima de 350 km/h (217 mph), aunque en otras pruebas llegó a alcanzar 355 km/h (221 mph).
A pesar de contar con 1,2 litros (73,2 plg³) más que el V12 del F50, la marca logró reducir su tamaño y además bajar el peso en un 30%. Por encima de las 3000 rpm ofrece el 79% del par máximo, que es de 67 kg·m (657 N·m; 485 lb·pie). Además, dispone de distribución de válvulas variable (VVT) con un mecanismo electrohidráulico.
Su V12 tiene un rendimiento superior a los 110 CV/litro. Dispone de una transmisión de seis velocidades y el embrague de doble plato, el cual dispone de controles electrohidráulicos, que en el mejor de los casos hacen cambios de marcha en 0.15 segundos o 150 milisegundos. Incluso en la actualidad, esos tiempos son dignos de transmisiones de competición. Con el Enzo, el manejo deportivo está asegurado y en ello mucho tiene que ver esta caja con paletas detrás del volante, que tienen la particularidad de no girar con este último, aunque al ser muy grandes no suponen un inconveniente. La transmisión tiene dos modalidades: "Race" y "Sport". La diferencia fundamental es la velocidad con que actúan en el paso de las marchas. Además en el modo "Race" se puede accionar la función de salida para obtener aceleraciones todavía más sobresalientes.
Debido a la utilización de fibra de carbono y aluminio en muchos de los componentes, el Enzo pesa apenas 1255 kg (2767 libras) en seco. Esto hace que sea uno de los automóviles con mejor relación potencia a peso de 526 CV/kg, el factor más importante para conseguir buenas aceleraciones.
Michael Schumacher estuvo involucrado en el desarrollo y la puesta a punto. El diseño frontal está inspirado en un monoplaza de Fórmula 1, con la flecha central a modo de nariz. Diseñado por Ken Okuyama para Pininfarina, cuenta con un sistema de alerones móviles con apoyo aerodinámico variable y, por primera vez en un modelo de la marca, frenos de carbono firmados por Brembo.

## Especificaciones
| Chasis                              | Monocasco tipo panel de abejas (honeycomb) de fibra de carbono y Nomex |
| Distribución                        | DOHC 4 válvulas por cilindro (48 en total), con VVT |
| Alimentación                        | Inyección electrónica secuencial Bosch Motronic ME7, naturalmente aspirado |
| Diámetro x carrera                  | 92 x 75,2 mm (3,62 x 2,96 pulgadas) |
| Capacidad del tanque de combustible | 110 litros (29,1 galAm) |
| Relación de compresión              | 11.2:1 |
| 1/4 de milla (402 m)                | 11 segundos |
| 0 a 1 km (0,00 a 0,62 milla)        | 19.6 segundos |
| Potencia máxima                     | 660 CV (651 HP; 485 kW) @ 7800 rpm |
| Par máximo                          | 67 kg·m (657 N·m; 485 lb·pie) @ 5500 rpm |
| Línea roja                          | 8200 rpm |
| Sistema de lubricación              | Cárter seco |
| Seguridad y asistencias             | Control de tracción y estabilidad F1-Track con cinco niveles de funcionamiento; dos bolsas de aire frontales adaptativas y dos laterales de cabeza; sistema de control de presión y temperatura de neumáticos |
| Embrague                            | Platos dobles |

| 1.ª   | 2.ª   | 3.ª   | 4.ª   | 5.ª   | 6.ª   | Reversa | Final |
| ----- | ----- | ----- | ----- | ----- | ----- | ------- | ----- |
| 3.154 | 2.176 | 1.565 | 1.185 | 0.935 | 0.758 | 2.385   | 4.1   |

## Propietarios

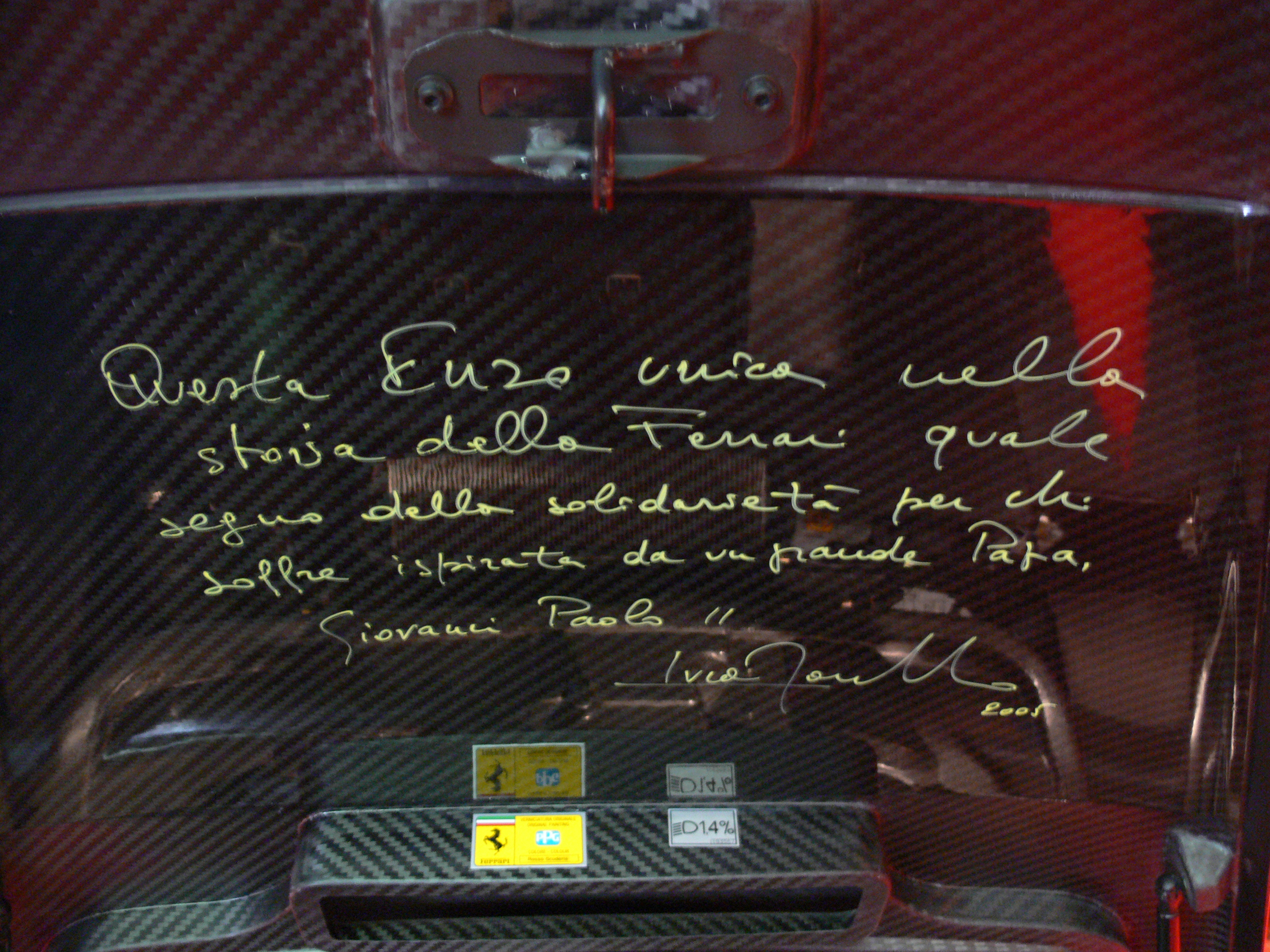
Leyenda escrita en el último Enzo #400 para el Papa Juan Pablo II, que posteriormente fue subastado en beneficio de los damnificados por el Huracán Katrina.

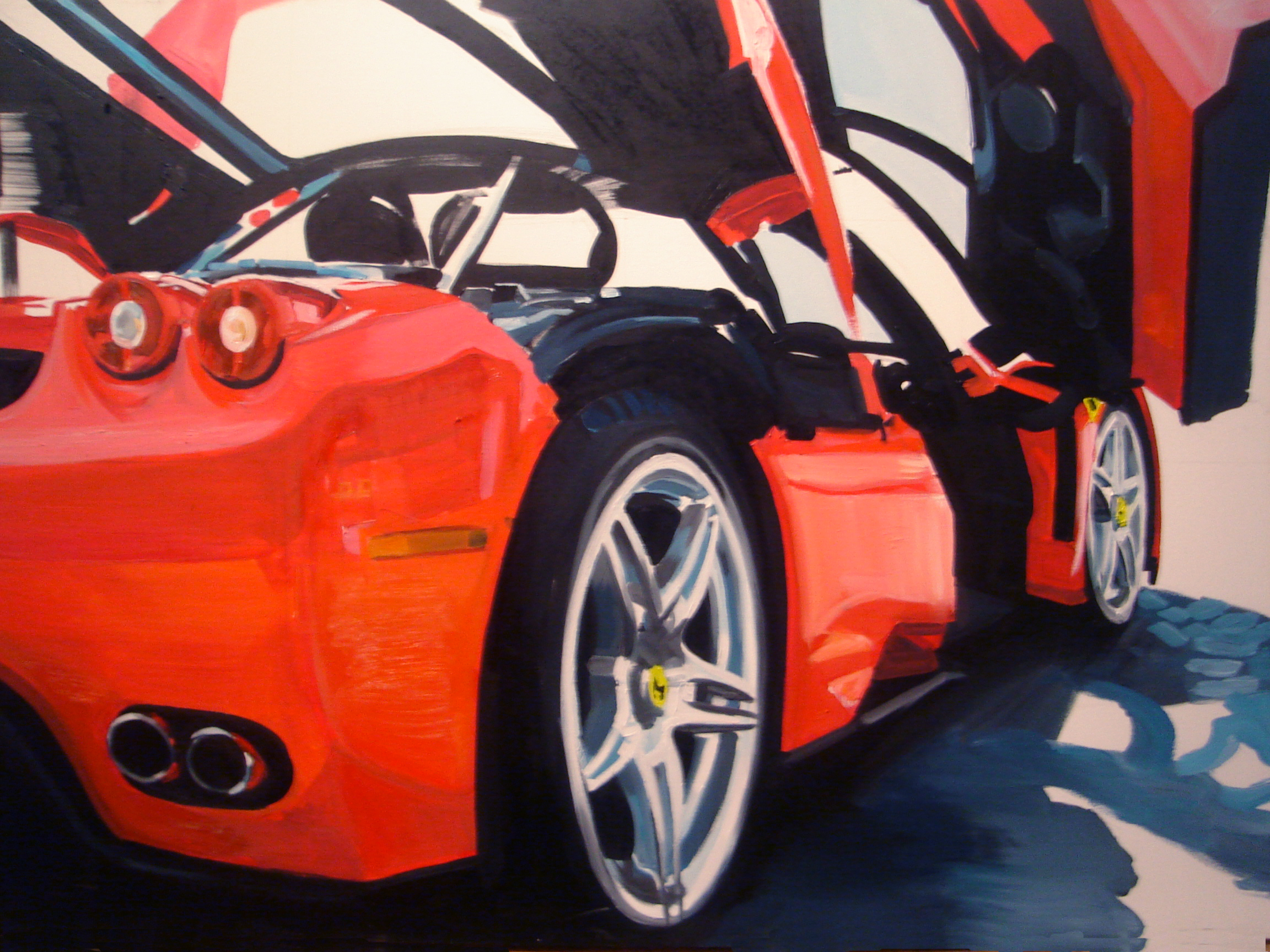
Vista lateral-trasera con el vano motor y las puertas abiertas.

- 50 Cent, integrante del grupo de rap G-Unit y superestrella del género.[6]
- Eric Clapton, guitarrista. Tiene el primer Enzo importado al Reino Unido. Fue multado por la policía parisina al ir circulando a 240 km/h (149 mph) por una autovía.[6]
- Fernando Alonso, piloto de Fórmula 1.[16] En junio de 2023 lo vendió por 5 400 000 €.[17]
- Gregorio Pérez Companc, multimillonario argentino.
- Jason Kay, músico inglés, vocalista de Jamiroquai.
- Joe Cole, futbolista británico que juega actualmente en el Aston Villa Football Club.
- Kimi Räikkönen, campeón del mundo de Fórmula 1 con Scuderia Ferrari en 2007.
- Michael Schumacher, expiloto y penta-campeón con Scuderia Ferrari, el más laureado de la historia de la Fórmula 1, tuvo 2 unidades personalizadas que posteriormente vendió.[6]
- Nick Mason, baterista del grupo de rock progresivo Pink Floyd. Su unidad fue exhibida en el programa de televisión Top Gear.
- Nicolas Cage, actor estadounidense ganador del premio Óscar.[6]
- Pharrell Williams, productor, compositor de música y rapero estadounidense.[6]
- Rod Stewart, cantante británico, tiene una unidad en color rojo.
- Suleiman Kerimov, millonario político ruso. Estrelló el Enzo negro de un amigo, todavía sin identificar, el 26 de noviembre de 2006 en la Riviera francesa.[18]
- Tommy Hilfiger, diseñador de moda. Su unidad fue subastada en el 2016 por Sotheby's.
- Willi Weber, mánager de Michael Schumacher.
- Zlatan Ibrahimović, futbolista sueco.
- Karim Abu Naba’a, hijo de un empresario petrolero jordano. El propietario se encontraba en problemas judiciales en la República Dominicana acusado de supuesta “estafa y falsificación de documento” cuando el vehículo fue importado desde Estados Unidos en 2009 por el señor Julian Sigler.
- Al-Saas Al-Sabah, miembro de la familia real kuwaití.[6]
- Hamad bin Isa Al Khalifa, jeque príncipe heredero de Baréin.[6]
- José Carlos Romero Durán, hijo del secretario general del Sindicato de Trabajadores Petroleros de la República Mexicana, Carlos Romero Deschamps quien habría pagado US$2 000 000 (equivalente a $2 616 000 en 2023) por el vehículo.[6]
- Juan Pablo II, posiblemente el Enzo mejor valuado, ya que Ferrari le obsequió la "última unidad construida" 400/400 al Pontífice en 2006. Después de su muerte, fue vendido para luego ser subastado en 2015, alcanzando los US$6 050 000 (equivalente a $7 776 751 en 2023) para la beneficencia de los desastres del Huracán Katrina.

## Incidentes
En marzo de 2007 el actor Eddie Griffin chocó y causó graves daños a un Enzo cuando realizaba una toma para una película.
Suleiman Kerimov estaba en estado crítico después de estrellarse a gran velocidad y fue tal, que el vehículo se partió en dos al chocar contra un árbol.
Al Ferrari Enzo se le considera el automóvil con mayor tasa de siniestralidad del mundo, ya que al menos 17 unidades de las 400 fabricadas sufrieron accidentes graves, posiblemente debido a sus altas prestaciones, o también porque algunos propietarios no consiguen controlar el vehículo a altas velocidades.

## En la cultura popular
Ha aparecido en numerosos modelos a escala, series de televisión y películas como: Los ángeles de Charlie: Al límite.
También ha aparecido en la portada del videojuego de carreras Project Gotham Racing 2, además de otras franquicias, sagas y series como: Need for Speed, Forza, Gran Turismo, The Crew 2, entre otros.